# Holger Topp Pedersen
Holger Topp Pedersen (født 13. oktober 1868 i Odense, død 5. januar 1938 i Odense) var en dansk landskabsmaler.
Topp Pedersens fik sin første undervisning på Odense Tekniske Skole; 1884 flyttede han til København, hvor han mellen 1886 og 1891 studerede på Det Kongelige Danske Kunstakademi. I 1890 debuterede han ved forårsudstillingen på Charlottenborg og udstillede dér igen i 1891 og 1894.
| - Værker af Holger Topp Pedersen - Kystmotiv med personer i jolle, 1890 - Landskab, 1909 - Tornby Strand, 1932 |